# Kurt Benno Fechner
Kurt Benno Fechner (geb. 5. Juni 1896 in Leitmeritz/Böhmen; gest. 1985) war ein österreichischer Offizier, Oberstleutnant der Abwehr II und nach dem Zweiten Weltkrieg erster Leiter des österreichischen Nachrichtendienstes.

## Leben und Erster Weltkrieg
Geboren als Sohn eines K.u.k.-Offiziers tat Fechner als Offizier Dienst im Infanterieregiment 4 „Hoch- und Deutschmeister“ in Wiener Neustadt. Im Juni 1916 erlitt er eine schwere Verwundung und kam nach der Genesung im Frühjahr 1918 zur nachrichtendienstlichen Aufklärung in die Ukraine.

## Zwischenkriegszeit
Nach dem Zusammenbruch der Habsburgermonarchie gelangte Fechner in das österreichische Bundesheer und erhielt am 1. Oktober 1929 den Posten des Leiters der „Heerespsychotechnischen Stelle“, bei der er bis zum Anschluss Österreichs 1938 als Major blieb und mit psychologischen Eignungsprüfungen und Belastungstests befasst war. Kurz nach Übernahme in die Wehrmacht entließ man ihn wegen einer jüdischen Großmutter am 30. Juni 1939. Außerdem hatte Fechner der österreichischen Militärorganisation „Wehrbund“ angehört, die gegen die Nazis gerichtet war.

## Zweiter Weltkrieg
Fechners Schulfreund, der Oberst Erwin von Lahousen, war nach dem Anschluss Österreichs an das Deutsche Reich Leiter der Abwehr II unter Admiral Wilhelm Canaris geworden. Lahousen ließ ein gefährliches Dossier über Fechner in Berlin verschwinden und sorgte zusammen mit Canaris dafür, dass Fechner im Frühjahr 1942 in die Abwehr aufgenommen wurde, denn in der Abwehr kamen die Nürnberger Rassengesetze nicht zur Anwendung. Fechner übernahm die Leitung der für Sabotage und Diversion zuständigen Abteilung Abwehr II bei der Abwehrstelle Wien unter Oberst Graf Rudolf von Marogna-Redwitz, einem weiteren Freund von Lahousen. Unter Marogna-Redwitz war er Angehöriger einer Widerstandsgruppe. Fechner konnte über die von der Abwehr betriebene Tarnfirma „Monopol“ zahlreichen verfolgten Juden als „V-Männer der Abwehr“ damit zur Flucht in die Schweiz und schließlich von der Verhaftung bedrohten Juden in Budapest helfen.
Im August 1944 übernahm Kurt Fechner in Fortsetzung seiner bisherigen Tätigkeit die nunmehrige Leitstelle II Südost für Frontaufklärung in Wien. Zu seinen wichtigsten Mitarbeitern gehörten der Osteuropa-Professor Hans Koch als sein Stellvertreter und sein Adjutant, der Hauptmann Siegfried Ziegler.
Zu den Aufgaben von Fechner gehörte die Steuerung von Sabotage- und Sabotageabwehrtrupps in Südosteuropa und der Schutz der Donau-Schifffahrt. Das Referat FA1 seiner Leitstelle unter Leutnant Heinz Thümmler sicherte die kriegswichtigen Chromerztransporte aus Bulgarien (Unternehmen Triton) und das Agentennetz in Bulgarien und Mazedonien. Das Referat FA2 unter Leutnant Heinz Brüggeboes steuerte das Frontaufklärungskommando 201 in Jugoslawien und Albanien und die unterstellten Frontaufklärungstrupps. Das Referat FA3 unter Leutnant Alfred Piff war regional für Rumänien und Ungarn und das Frontaufklärungskommando 206 mit unterstellten Trupps zuständig. Das Unternehmen Regulus sollte Kontakte zu den rumänischen Nationalsozialisten unter Horia Sima herstellen, unter Mitwirkung des deutschen Volkstumsführers in Rumänien Andreas Schmidt. Die Leitstelle selbst steuerte den Agenteneinsatz in Bulgarien (Hauptmann Ziegler, Unternehmen BÄR) und in der Slowakei (Leutnant Johannes Scholz, Unternehmen Sirius).
Fechner war in die aktive geheime Kriegsführung eingebunden und leistete keineswegs ausschließlich Widerstand gegen Hitler.
Ende März 1945, nach seiner Ablösung und der möglichen bevorstehenden Verhaftung durch Angehörige der SS unter Otto Skorzeny, konnte der mittlerweile zum Oberstleutnant beförderte Fechner noch vor der Einkesselung Wiens durch die Rote Armee aus Wien entkommen und schlug sich mit wichtigen Dokumenten von Admiral Canaris (der am 9. April 1945 im Konzentrationslager Flossenbürg hingerichtet worden war) und Lahousen (darunter Teile dessen Tagebuches) über Oberösterreich in das Ausweichquartier Pertisau in Tirol durch.

## Beziehungen zu den Alliierten
Nach dem Einmarsch der US-Truppen nahm das „Counter Intelligence Corps“ (CIC) der U.S.-Army in der ersten Maihälfte 1945 mit ihm Kontakt auf und führte mit ihm mehrere Verhöre und Befragungen durch. Obwohl offiziell bis Sommer 1946 in Gefangenschaft, konnte er sich in Tirol relativ frei bewegen. Bereits im Juli 1945 erfolgte seine Entlassung an den Wohnort Pertisau. Dort interessierte seine Dokumente und sein Fachwissen über deutsche Agentennetze und die politische Lage in Südosteuropa von August 1945 bis 1947 auch die Außenstelle des französischen Nachrichtendienstes in Innsbruck unter Commandant (Major) Madeleine Richou-Bihet (1901–1987). Mit „MAD“, so der Deckname von Richou-Bihet, hatte Fechner schon während des Krieges konspirative Kontakte im Auftrag von Lahousen zum Geheimdienst von General DeGaulle gehalten.

## Österreichischer Nachrichtendienst
Schon Ende der 40er Jahre spielte Fechner beim geheimen Aufbau des österreichischen Nachrichtendienstes eine wichtige Rolle. Unter den Namen Langer sammelte er Unterlagen aus seinem vormaligen Einsatzraum Südosteuropa für den ab 1948 im Aufbau befindlichen österreichischen Nachrichtendienst unter dem vormaligen Generalmajor und Chef des militärischen Nachrichtendienstes der Ersten Republik Maximilian Ronge (Deckname Keppler). Ronge starb jedoch 1953 und der eigentlich als Leiter des Nachrichtendienstes vorgesehene Erwin Lahousen starb 1955.
Nach dem überraschenden Tod des erst 57-jährigen Lahousen wurde Kurt Fechner am 27. September 1955 in das Bundeskanzleramt/Sektion VI/Amt für Landesverteidigung (Gruppe II/Abt. Nachrichtenevidenz, damaliger Leiter Gendarmerieoberst Johann Linsbauer) übernommen. Am 8. Juni 1956 ernannte Bundeskanzler Julius Raab aufgrund seiner bisherigen Verdienste um die Republik Österreich Fechner zum Hofrat und zum Leiter der Gruppe Nachrichtenwesen im Amt für Landesverteidigung im Bundeskanzleramt. Kurt Fechner konnte sich bald auf einige auch schon vorher im Nachrichtendienst tätige Offiziere stützen. Darunter waren Andreas Figl (1873 bis 1967) und der spätere Brigadier Robert Wrabel (1900 bis 1978). Kurt Fechner blieb nach der Errichtung des Bundesministeriums für Landesverteidigung im Juli 1956 in dieser Funktion und trat im Dezember 1961 in den Ruhestand, wirkte aber noch bei seinem Nachfolger Brigadier Alexander Buschek beratend bis zum Jahresende 1962 weiter.
Weil der ehemalige Oberstleutnant Fechner ähnlich wie der spätere Präsident des Bundesnachrichtendienst (BND), Reinhard Gehlen, sein Wissen den Alliierten angeboten hatte, trug das Fechner den Spitznamen „österreichischer Gehlen“ ein.
Die Autoren Harald Irnberger und Christoph Franceschini schreiben Fechner und der Nachrichtengruppe enge Kontakte zur Organisation Gehlen bzw. zum BND in München zu. Die Behauptung Franceschinis, Fechner habe mit der Gestapo kooperiert, ist allerdings nicht belegt und wohl eine Verwechslung mit dem Major der Schutzpolizei, Kurt Fechner.

## Werke
- Die Psychotechnik und ihre militärische Bedeutung, Militärwissenschaftliche Mitteilungen, Jahrgang 1929, Wien.